# Nová Ves u Dolních Kralovic
Nová Ves u Dolních Kralovic (německy Neudorf bei Unter Kralowitz) je malá vesnice, část obce Hněvkovice v okrese Havlíčkův Brod. Nachází se asi 2 km na severozápad od Hněvkovic. V roce 2009 zde bylo evidováno 27 adres. V roce 2001 zde žilo 51 obyvatel.
Nová Ves u Dolních Kralovic je také název katastrálního území o rozloze 2,07 km2. V katastrálním území Nová Ves u Dolních Kralovic leží i Velká Paseka a Zahájí.